# ジャン＝ミシェル・バスキア
ジャン＝ミシェル・バスキア（Jean-Michel Basquiat、フランス語発音: [ʒɑ̃ miʃɛl baskja]、1960年12月22日 - 1988年8月12日）は、ニューヨーク市ブルックリンで生まれたアメリカの画家。グラフィティ・アートをモチーフにした作品で知られる。苗字の発音はフランス語の名前なので本来は語尾の t は発音されない。ハイチ系アメリカ人。

## 来歴
プエルトリコ系移民の母親とハイチ系移民の父親の間に生まれ、母に連れられニューヨーク近代美術館に行きピカソのゲルニカを良く見ていた。幼い頃から絵を描き、芸術的な活動をするように母親から奨励されていた。17歳の頃から地下鉄、スラム街地区の壁などにスプレーペインティングを始める。活動を続けるうちに高校を中退したバスキアは、Tシャツやポストカードを売りながら生計を立てていた。アンディ・ウォーホルはこの時に売っていたポストカードを1ドルで購入した。徐々に彼の描いたスプレーペインティングは評価され、キース・ヘリング、バーバラ・クルーガーの助力でニューヨークで個展を開くようになった。また、絵の中に描かれる王冠は彼のトレードマークとなっている。一時結成していたノイズバンド「GRAY」の名は交通事故の際母親が病室に持ち込んだグレイの解剖書という本が由来している。
この本は骨や骸骨を書くアートスタイルにも影響している。
1983年にはアンディ・ウォーホルと知り合い、作品を共同制作するようにもなる。
初対面のバスキアへのアンディ・ウォーホルの印象はあまりいい物ではなく、交友を深め合うまではアンディ・ウォーホルはバスキアを怖がっていたと語っている。
1985年の秋に開催された共同の展覧会「Andy Warhol and Jean-Michel Basquiat」の批評家達の反応はいい物ではなく
これをきっかけに二人の関係は破綻。
1987年のウォーホルの死まで2人の互いに刺激しあう関係は続いたが、バスキアは徐々にヘロインなどの薬物依存症に陥り、妄想癖が見られるようになった。そしてウォーホルの死によりさらに孤独を深めると共に、ますますヘロインに溺れていった。
1988年、ヘロインの過剰摂取により27歳で死去。ニューヨークのザ・グリーン＝ウッド墓地に埋葬された。

## 映画化
生涯が映画『バスキア』として1996年にアメリカで映画化され、死後もその生涯と作品は注目を浴びる。監督はジュリアン・シュナーベル。ジェフリー・ライトがバスキアを演じた。
タムラ・デイビスが監督したドキュメンタリーフィルム『バスキアのすべて』が2010年12月、日本で公開された。